# Marion Center (Pensilvânia)
Marion Center é um distrito localizado no estado norte-americano de Pensilvânia, no Condado de Indiana.

## Demografia
Segundo o censo norte-americano de 2000, a sua população era de 451 habitantes.
Em 2006, foi estimada uma população de 425, um decréscimo de 26 (-5.8%).

## Geografia
De acordo com o United States Census Bureau tem uma área de
1,9 km², dos quais 1,9 km² cobertos por terra e 0,0 km² cobertos por água. Marion Center localiza-se a aproximadamente 382 m acima do nível do mar.

## Localidades na vizinhança
O diagrama seguinte representa as localidades num raio de 16 km ao redor de Marion Center.